# Đội tuyển tham dự Giải vô địch bóng đá thế giới
Bài viết thống kê thành tích của tất cả các đội tuyển bóng đá quốc gia đã từng ít nhất một lần tham dự vòng chung kết Giải vô địch bóng đá thế giới.

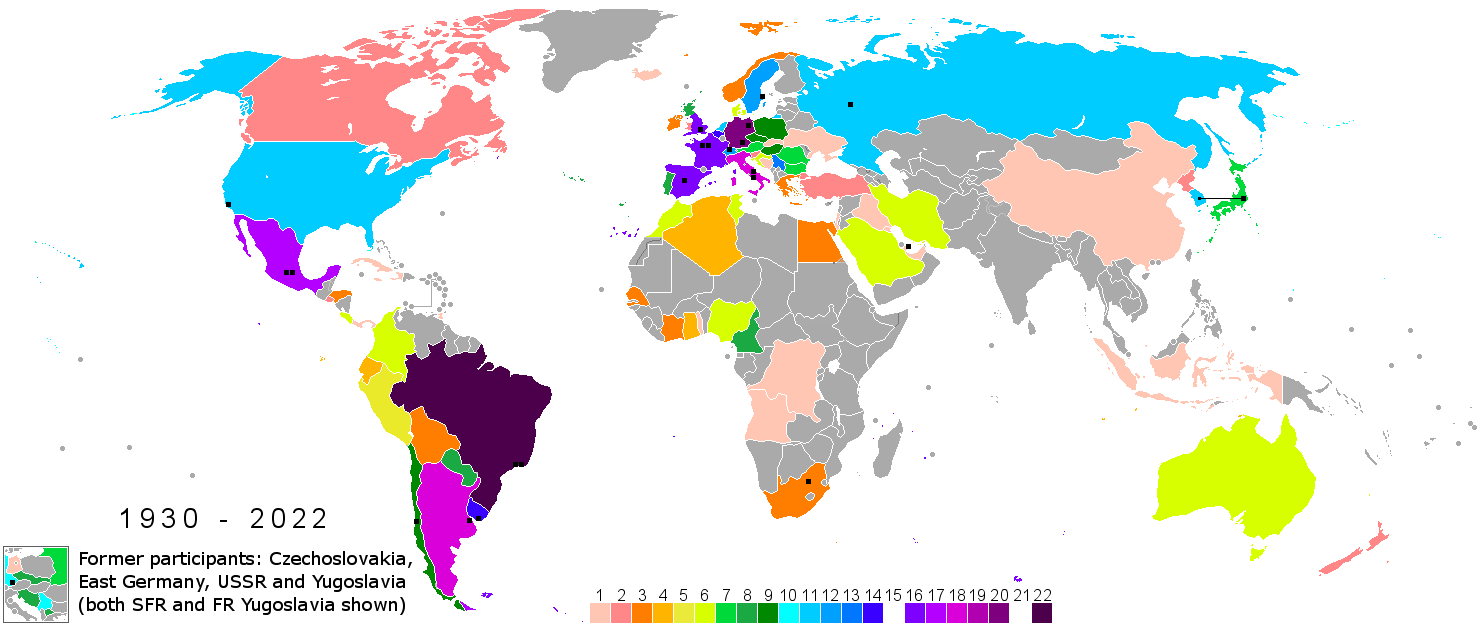
Các quốc gia theo số lần tham dự giải

## Lần đầu tham dự
Dưới đây là thống kê lần đầu tiên mà các đội tuyển quốc gia giành quyền tham dự một vòng chung kết World Cup. Tính đến nay, đã có tổng cộng 82 đội tuyển quốc gia từng góp mặt tại giải đấu.

Các quốc gia theo thành tích tốt nhất

| Năm  | Đội tuyển                                                                                             |
| ---- | --- |
| 1930 | Argentina, Bỉ, Bolivia, Brasil, Chile, Pháp, México, Paraguay, Perú, România, Hoa Kỳ, Uruguay, Nam Tư |
| 1934 | Áo, Tiệp Khắc, Ai Cập, Đức, Hungary, Ý, Hà Lan, Tây Ban Nha, Thụy Điển, Thụy Sĩ                       |
| 1938 | Cuba, Đông Ấn Hà Lan, Na Uy, Ba Lan                                                                   |
| 1950 | Anh                                                                                                   |
| 1954 | Tây Đức, Scotland, Hàn Quốc, Thổ Nhĩ Kỳ                                                               |
| 1958 | Bắc Ireland, Liên Xô, Wales                                                                           |
| 1962 | Bulgaria, Colombia                                                                                    |
| 1966 | CHDCND Triều Tiên, Bồ Đào Nha                                                                         |
| 1970 | El Salvador, Israel, Maroc                                                                            |
| 1974 | Úc, Đông Đức, Haiti, Zaire                                                                            |
| 1978 | Iran, Tunisia                                                                                         |
| 1982 | Algérie, Cameroon, Honduras, Kuwait, New Zealand                                                      |
| 1986 | Canada, Đan Mạch, Iraq                                                                                |
| 1990 | Costa Rica, Cộng hòa Ireland, UAE                                                                     |
| 1994 | Đức, Hy Lạp, Nigeria, Nga, Ả Rập Xê Út                                                                |
| 1998 | Croatia, Nam Tư, Jamaica, Nhật Bản, Nam Phi                                                           |
| 2002 | Trung Quốc, Ecuador, Sénégal, Slovenia                                                                |
| 2006 | Angola, Séc, Ghana, Bờ Biển Ngà, Serbia và Montenegro, Togo, Trinidad và Tobago, Ukraina              |
| 2010 | Serbia, Slovakia                                                                                      |
| 2014 | Bosna và Hercegovina                                                                                  |
| 2018 | Iceland, Panamá                                                                                       |
| 2022 | Qatar                                                                                                 |
| 2026 | Jordan, Uzbekistan                                                                                    |

## Thành tích chi tiết từng đội tại các kỳ World Cup
Ghi chú
| 1st | Vô địch |
| 2nd | Á quân |
| 3rd | Hạng ba |
| 4th | Hạng tư |
| QF  | Tứ kết (1934–1938, 1954–1970 và 1986–nay: vòng loại trực tiếp 8 đội)                                                                                       |
| R3  | Vòng 3 (2026–nay: vòng loại trực tiếp 16 đội) |
| R2  | Vòng 2 (1974–1978: vòng bảng thứ hai, top 8; 1982: vòng bảng thứ hai, top 12; 1986–2022: vòng loại trực tiếp 16 đội; 2026–nay: vòng loại trực tiếp 32 đội) |
| R1  | Vòng 1 (1930, 1950–1970 và 1986–nay: vòng bảng; 1934–1938: vòng loại trực tiếp 16 đội; 1974–1982: vòng bảng thứ nhất)                                      |

| Q   | Vượt qua vòng loại của giải đấu sắp tới                          |
| TBD | Chưa xác định (vẫn có thể đủ điều kiện tham dự giải đấu sắp tới) |
| ••  | Vượt qua vòng loại nhưng rút lui                                 |
| •   | Không vượt qua vòng loại                                         |
| •×  | Rút lui hoặc bị loại khi đang tham dự vòng loại                  |
| ×   | Rút lui trước vòng loại / Bị cấm / Không được FIFA chấp nhận     |
|     | Chủ nhà                                                          |
|     | Không tham dự                                                    |
| —   | Không phải là thành viên FIFA                                    |

| Giải đấu (Các) nước chủ nhà (Số đội tham dự) Đội tuyển | 1930 (13)                                | 1934 (16)                                | 1938 (15)                                | 1950 (13)                                | 1954 (16)                                | 1958 (16)                                | 1962 (16)                                | 1966 (16)                                | 1970 (16)                                | 1974 (16)                                | 1978 (16)                                | 1982 (24)                                | 1986 (24)                                | 1990 (24)                                | 1994 (24)                                             | 1998 (32)                                             | 2002 (32)                                             | 2006 (32)                                             | 2010 (32)                                             | 2014 (32)                                             | 2018 (32)                                             | 2022 (32)                                             | 2026 (48)                                             | 2030 (48)                                             | 2034 (48)                                             | Số lần tham dự |
| ------------------------------------------------------ | ---------------------------------------- | ---------------------------------------- | ---------------------------------------- | ---------------------------------------- | ---------------------------------------- | ---------------------------------------- | ---------------------------------------- | ---------------------------------------- | ---------------------------------------- | ---------------------------------------- | ---------------------------------------- | ---------------------------------------- | ---------------------------------------- | ---------------------------------------- | ----------------------------------------------------- | ----------------------------------------------------- | ----------------------------------------------------- | ----------------------------------------------------- | ----------------------------------------------------- | ----------------------------------------------------- | ----------------------------------------------------- | ----------------------------------------------------- | ----------------------------------------------------- | ----------------------------------------------------- | ----------------------------------------------------- | -------------- |
| Algérie                                                | Không tham dự, là thuộc địa của Pháp     | Không tham dự, là thuộc địa của Pháp     | Không tham dự, là thuộc địa của Pháp     | Không tham dự, là thuộc địa của Pháp     | Không tham dự, là thuộc địa của Pháp     | Không tham dự, là thuộc địa của Pháp     | Không tham dự, là thuộc địa của Pháp     | ×                                        | •                                        | •                                        | •                                        | R1 13th                                  | R1 22nd                                  | •                                        | •                                                     | •                                                     | •                                                     | •                                                     | R1 28th                                               | R2 14th                                               | •                                                     | •                                                     | TBD                                                   | TBD                                                   | TBD                                                   | 4              |
| Angola                                                 | —                                        | —                                        | —                                        | —                                        | —                                        | —                                        | —                                        | —                                        | —                                        | —                                        | —                                        |                                          | •                                        | •                                        | •                                                     | •                                                     | •                                                     | R1 23rd                                               | •                                                     | •                                                     | •                                                     | •                                                     | TBD                                                   | TBD                                                   | TBD                                                   | 1              |
| Argentina                                              | 2nd                                      | R1 T-9th                                 | ×                                        | ×                                        |                                          | R1 13th                                  | R1 10th                                  | QF 5th                                   | •                                        | R2 8th                                   | 1st                                      | R2 11th                                  | 1st                                      | 2nd                                      | R2 10th                                               | QF 6th                                                | R1 18th                                               | QF 6th                                                | QF 5th                                                | 2nd                                                   | R2 16th                                               | 1st                                                   | Q                                                     | Q                                                     | TBD                                                   | 20             |
| Úc                                                     | —                                        | —                                        | —                                        | —                                        | —                                        | —                                        | —                                        | •                                        | •                                        | R1 14th                                  | •                                        | •                                        | •                                        | •                                        | •                                                     | •                                                     | •                                                     | R2 16th                                               | R1 21st                                               | R1 30th                                               | R1 30th                                               | R2 11th                                               | Q                                                     | TBD                                                   | TBD                                                   | 7              |
| Áo                                                     |                                          | 4th                                      | ••                                       | ×                                        | 3rd                                      | R1 15th                                  |                                          | •                                        | •                                        | •                                        | R2 7th                                   | R2 8th                                   | •                                        | R1 T-18th                                | •                                                     | R1 23rd                                               | •                                                     | •                                                     | •                                                     | •                                                     | •                                                     | •                                                     | TBD                                                   | TBD                                                   | TBD                                                   | 7              |
| Bỉ                                                     | R1 11th                                  | R1 15th                                  | R1 13th                                  | ×                                        | R1 12th                                  | •                                        | •                                        | •                                        | R1 T-10th                                | •                                        | •                                        | R2 10th                                  | 4th                                      | R2 11th                                  | R2 11th                                               | R1 19th                                               | R2 14th                                               | •                                                     | •                                                     | QF 6th                                                | 3rd                                                   | R1 23rd                                               | TBD                                                   | TBD                                                   | TBD                                                   | 14             |
| Bolivia                                                | R1 12th                                  |                                          |                                          | R1 13th                                  | ×                                        | •                                        | •                                        | •                                        | •                                        | •                                        | •                                        | •                                        | •                                        | •                                        | R1 21st                                               | •                                                     | •                                                     | •                                                     | •                                                     | •                                                     | •                                                     | •                                                     | TBD                                                   | TBD                                                   | TBD                                                   | 3              |
| Bosna và Hercegovina                                   | Không tham dự, là một phần của Nam Tư    | Không tham dự, là một phần của Nam Tư    | Không tham dự, là một phần của Nam Tư    | Không tham dự, là một phần của Nam Tư    | Không tham dự, là một phần của Nam Tư    | Không tham dự, là một phần của Nam Tư    | Không tham dự, là một phần của Nam Tư    | Không tham dự, là một phần của Nam Tư    | Không tham dự, là một phần của Nam Tư    | Không tham dự, là một phần của Nam Tư    | Không tham dự, là một phần của Nam Tư    | Không tham dự, là một phần của Nam Tư    | Không tham dự, là một phần của Nam Tư    | Không tham dự, là một phần của Nam Tư    | —                                                     | •                                                     | •                                                     | •                                                     | •                                                     | R1 20th                                               | •                                                     | •                                                     | TBD                                                   | TBD                                                   | TBD                                                   | 1              |
| Brasil                                                 | R1 6th                                   | R1 14th                                  | 3rd                                      | 2nd                                      | QF 5th                                   | 1st                                      | 1st                                      | R1 11th                                  | 1st                                      | 4th                                      | 3rd                                      | R2 5th                                   | QF 5th                                   | R2 9th                                   | 1st                                                   | 2nd                                                   | 1st                                                   | QF 5th                                                | QF 6th                                                | 4th                                                   | QF 6th                                                | QF 7th                                                | Q                                                     | TBD                                                   | TBD                                                   | 23             |
| Bulgaria                                               |                                          | •×                                       | •                                        |                                          | •                                        | •                                        | R1 15th                                  | R1 15th                                  | R1 13th                                  | R1 12th                                  | •                                        | •                                        | R2 15th                                  | •                                        | 4th                                                   | R1 29th                                               | •                                                     | •                                                     | •                                                     | •                                                     | •                                                     | •                                                     | TBD                                                   | TBD                                                   | TBD                                                   | 7              |
| Cameroon                                               | —                                        | —                                        | —                                        | —                                        | —                                        | —                                        | —                                        | ×                                        | •                                        | •                                        | •                                        | R1 17th                                  | •                                        | QF 7th                                   | R1 22nd                                               | R1 25th                                               | R1 20th                                               | •                                                     | R1 31st                                               | R1 32nd                                               | •                                                     | R1 19th                                               | TBD                                                   | TBD                                                   | TBD                                                   | 8              |
| Canada                                                 |                                          |                                          |                                          |                                          |                                          | •                                        | ×                                        |                                          | •                                        | •                                        | •                                        | •                                        | R1 24th                                  | •                                        | •                                                     | •                                                     | •                                                     | •                                                     | •                                                     | •                                                     | •                                                     | R1 31st                                               | Q                                                     | TBD                                                   | TBD                                                   | 3              |
| Chile                                                  | R1 5th                                   | ×                                        |                                          | R1 9th                                   | •                                        | •                                        | 3rd                                      | R1 T-13th                                | •                                        | R1 11th                                  | •                                        | R1 22nd                                  | •                                        | •                                        | ×                                                     | R2 16th                                               | •                                                     | •                                                     | R2 10th                                               | R2 9th                                                | •                                                     | •                                                     | •                                                     | TBD                                                   | TBD                                                   | 9              |
| Trung Quốc                                             | —                                        |                                          |                                          |                                          |                                          | •                                        |                                          |                                          |                                          |                                          |                                          | •                                        | •                                        | •                                        | •                                                     | •                                                     | R1 31st                                               | •                                                     | •                                                     | •                                                     | •                                                     | •                                                     | •                                                     | TBD                                                   | TBD                                                   | 1              |
| Colombia                                               | —                                        | —                                        | ×                                        |                                          |                                          | •                                        | R1 14th                                  | •                                        | •                                        | •                                        | •                                        | •                                        | •                                        | R2 14th                                  | R1 19th                                               | R1 21st                                               | •                                                     | •                                                     | •                                                     | QF 5th                                                | R2 9th                                                | •                                                     | TBD                                                   | TBD                                                   | TBD                                                   | 6              |
| CHDC Congo                                             | —                                        | —                                        | —                                        | —                                        | —                                        | —                                        | —                                        |                                          | ×                                        | R1 16th                                  | ×                                        | •                                        | •                                        | •                                        | •                                                     | •                                                     | •                                                     | •                                                     | •                                                     | •                                                     | •                                                     | •                                                     | TBD                                                   | TBD                                                   | TBD                                                   | 1              |
| Costa Rica                                             |                                          |                                          | ×                                        |                                          | ×                                        | •                                        | •                                        | •                                        | •                                        | •                                        | •                                        | •                                        | •                                        | R2 13th                                  | •                                                     | •                                                     | R1 19th                                               | R1 31st                                               | •                                                     | QF 8th                                                | R1 29th                                               | R1 27th                                               | TBD                                                   | TBD                                                   | TBD                                                   | 6              |
| Croatia                                                | Không tham dự, là một phần của Nam Tư    | Không tham dự, là một phần của Nam Tư    | Không tham dự, là một phần của Nam Tư    | Không tham dự, là một phần của Nam Tư    | Không tham dự, là một phần của Nam Tư    | Không tham dự, là một phần của Nam Tư    | Không tham dự, là một phần của Nam Tư    | Không tham dự, là một phần của Nam Tư    | Không tham dự, là một phần của Nam Tư    | Không tham dự, là một phần của Nam Tư    | Không tham dự, là một phần của Nam Tư    | Không tham dự, là một phần của Nam Tư    | Không tham dự, là một phần của Nam Tư    | Không tham dự, là một phần của Nam Tư    | —                                                     | 3rd                                                   | R1 23rd                                               | R1 22nd                                               | •                                                     | R1 19th                                               | 2nd                                                   | 3rd                                                   | TBD                                                   | TBD                                                   | TBD                                                   | 6              |
| Cuba                                                   | —                                        | •                                        | QF 8th                                   | •                                        | ×                                        |                                          |                                          | •                                        | ×                                        |                                          | •                                        | •                                        |                                          | •                                        | ×                                                     | •                                                     | •                                                     | •                                                     | •                                                     | •                                                     | •                                                     | •                                                     | •                                                     | TBD                                                   | TBD                                                   | 1              |
| Séc                                                    |                                          | 2nd                                      | QF 5th                                   |                                          | R1 14th                                  | R1 9th                                   | 2nd                                      | •                                        | R1 15th                                  | •                                        | •                                        | R1 19th                                  | •                                        | QF 6th                                   | •                                                     | •                                                     | •                                                     | R1 20th                                               | •                                                     | •                                                     | •                                                     | •                                                     | TBD                                                   | TBD                                                   | TBD                                                   | 9              |
| Đan Mạch                                               |                                          |                                          |                                          |                                          |                                          | •                                        |                                          | •                                        | •                                        | •                                        | •                                        | •                                        | R2 9th                                   | •                                        | •                                                     | QF 8th                                                | R2 10th                                               | •                                                     | R1 24th                                               | •                                                     | R2 11th                                               | R1 28th                                               | TBD                                                   | TBD                                                   | TBD                                                   | 6              |
| Đông Đức                                               | Không tham dự, là một phần của Đức       | Không tham dự, là một phần của Đức       | Không tham dự, là một phần của Đức       | —                                        |                                          | •                                        | •                                        | •                                        | •                                        | R2 6th                                   | •                                        | •                                        | •                                        | •                                        | Đã sáp nhập với Tây Đức thành một nước Đức thống nhất | Đã sáp nhập với Tây Đức thành một nước Đức thống nhất | Đã sáp nhập với Tây Đức thành một nước Đức thống nhất | Đã sáp nhập với Tây Đức thành một nước Đức thống nhất | Đã sáp nhập với Tây Đức thành một nước Đức thống nhất | Đã sáp nhập với Tây Đức thành một nước Đức thống nhất | Đã sáp nhập với Tây Đức thành một nước Đức thống nhất | Đã sáp nhập với Tây Đức thành một nước Đức thống nhất | Đã sáp nhập với Tây Đức thành một nước Đức thống nhất | Đã sáp nhập với Tây Đức thành một nước Đức thống nhất | Đã sáp nhập với Tây Đức thành một nước Đức thống nhất | 1              |
| Ecuador                                                |                                          |                                          |                                          | ×                                        |                                          |                                          | •                                        | •                                        | •                                        | •                                        | •                                        | •                                        | •                                        | •                                        | •                                                     | •                                                     | R1 24th                                               | R2 12th                                               | •                                                     | R1 17th                                               | •                                                     | R1 18th                                               | Q                                                     | TBD                                                   | TBD                                                   | 5              |
| Ai Cập                                                 | ••                                       | R1 13th                                  | ×                                        |                                          | •                                        | ×                                        | ×                                        | ×                                        |                                          | •                                        | •                                        | •                                        | •                                        | R1 20th                                  | •                                                     | •                                                     | •                                                     | •                                                     | •                                                     | •                                                     | R1 31st                                               | •                                                     | TBD                                                   | TBD                                                   | TBD                                                   | 3              |
| Đội tuyển                                              | 1930 (13)                                | 1934 (16)                                | 1938 (15)                                | 1950 (13)                                | 1954 (16)                                | 1958 (16)                                | 1962 (16)                                | 1966 (16)                                | 1970 (16)                                | 1974 (16)                                | 1978 (16)                                | 1982 (24)                                | 1986 (24)                                | 1990 (24)                                | 1994 (24)                                             | 1998 (32)                                             | 2002 (32)                                             | 2006 (32)                                             | 2010 (32)                                             | 2014 (32)                                             | 2018 (32)                                             | 2022 (32)                                             | 2026 (48)                                             | 2030 (48)                                             | 2034 (48)                                             | Số lần tham dự |
| El Salvador                                            | —                                        | —                                        | ×                                        |                                          |                                          |                                          |                                          |                                          | R1 16th                                  | •                                        | •                                        | R1 24th                                  | •                                        | •                                        | •                                                     | •                                                     | •                                                     | •                                                     | •                                                     | •                                                     | •                                                     | •                                                     | TBD                                                   | TBD                                                   | TBD                                                   | 2              |
| Anh                                                    | —                                        | —                                        | —                                        | R1 8th                                   | QF 6th                                   | R1 11th                                  | QF 8th                                   | 1st                                      | QF 8th                                   | •                                        | •                                        | R2 6th                                   | QF 8th                                   | 4th                                      | •                                                     | R2 9th                                                | QF 6th                                                | QF 7th                                                | R2 13th                                               | R1 26th                                               | 4th                                                   | QF 6th                                                | TBD                                                   | TBD                                                   | TBD                                                   | 16             |
| Pháp                                                   | R1 7th                                   | R1 T-9th                                 | QF 6th                                   | •                                        | R1 11th                                  | 3rd                                      | •                                        | R1 T-13th                                | •                                        | •                                        | R1 12th                                  | 4th                                      | 3rd                                      | •                                        | •                                                     | 1st                                                   | R1 28th                                               | 2nd                                                   | R1 29th                                               | QF 7th                                                | 1st                                                   | 2nd                                                   | TBD                                                   | TBD                                                   | TBD                                                   | 16             |
| Đức                                                    |                                          | 3rd                                      | R1 10th                                  |                                          | 1st                                      | 4th                                      | QF 7th                                   | 2nd                                      | 3rd                                      | 1st                                      | R2 6th                                   | 2nd                                      | 2nd                                      | 1st                                      | QF 5th                                                | QF 7th                                                | 2nd                                                   | 3rd                                                   | 3rd                                                   | 1st                                                   | R1 22nd                                               | R1 17th                                               | TBD                                                   | TBD                                                   | TBD                                                   | 20             |
| Ghana                                                  | —                                        | —                                        | —                                        | —                                        | —                                        | —                                        | •                                        | ×                                        | •                                        | •                                        | •                                        | ×                                        | •                                        | •                                        | •                                                     | •                                                     | •                                                     | R2 13th                                               | QF 7th                                                | R1 25th                                               | •                                                     | R1 24th                                               | TBD                                                   | TBD                                                   | TBD                                                   | 4              |
| Hy Lạp                                                 |                                          | •×                                       | •                                        |                                          | •                                        | •                                        | •                                        | •                                        | •                                        | •                                        | •                                        | •                                        | •                                        | •                                        | R1 24th                                               | •                                                     | •                                                     | •                                                     | R1 25th                                               | R2 13th                                               | •                                                     | •                                                     | TBD                                                   | TBD                                                   | TBD                                                   | 3              |
| Haiti                                                  | —                                        | •                                        |                                          |                                          | •                                        |                                          |                                          |                                          | •                                        | R1 15th                                  | •                                        | •                                        | •                                        |                                          | •                                                     | •                                                     | •                                                     | •                                                     | •                                                     | •                                                     | •                                                     | •                                                     | TBD                                                   | TBD                                                   | TBD                                                   | 1              |
| Honduras                                               | —                                        | —                                        | —                                        | —                                        |                                          |                                          | •                                        | •                                        | •                                        | •                                        | ×                                        | R1 18th                                  | •                                        | •                                        | •                                                     | •                                                     | •                                                     | •                                                     | R1 30th                                               | R1 31st                                               | •                                                     | •                                                     | TBD                                                   | TBD                                                   | TBD                                                   | 3              |
| Hungary                                                |                                          | QF 6th                                   | 2nd                                      |                                          | 2nd                                      | R1 10th                                  | QF 5th                                   | QF 6th                                   | •                                        | •                                        | R1 15th                                  | R1 14th                                  | R1 18th                                  | •                                        | •                                                     | •                                                     | •                                                     | •                                                     | •                                                     | •                                                     | •                                                     | •                                                     | TBD                                                   | TBD                                                   | TBD                                                   | 9              |
| Iceland                                                | —                                        | —                                        | —                                        | —                                        | ×                                        | •                                        |                                          |                                          |                                          | •                                        | •                                        | •                                        | •                                        | •                                        | •                                                     | •                                                     | •                                                     | •                                                     | •                                                     | •                                                     | R1 28th                                               | •                                                     | TBD                                                   | TBD                                                   | TBD                                                   | 1              |
| Indonesia                                              |                                          |                                          | R1 15th                                  | ×                                        |                                          | •×                                       | ×                                        |                                          |                                          | •                                        | •                                        | •                                        | •                                        | •                                        | •                                                     | •                                                     | •                                                     | •                                                     | •                                                     | •                                                     | ×                                                     | •                                                     | TBD                                                   | TBD                                                   | TBD                                                   | 1              |
| Iran                                                   | —                                        | —                                        | —                                        |                                          |                                          |                                          |                                          |                                          |                                          | •                                        | R1 14th                                  | ×                                        | ×                                        | •                                        | •                                                     | R1 20th                                               | •                                                     | R1 T-25th                                             | •                                                     | R1 28th                                               | R1 18th                                               | R1 26th                                               | Q                                                     | TBD                                                   | TBD                                                   | 7              |
| Iraq                                                   | —                                        | —                                        | —                                        | —                                        |                                          |                                          |                                          |                                          |                                          | •                                        | ×                                        | •                                        | R1 23rd                                  | •                                        | •                                                     | •                                                     | •                                                     | •                                                     | •                                                     | •                                                     | •                                                     | •                                                     | TBD                                                   | TBD                                                   | TBD                                                   | 1              |
| Israel                                                 |                                          | •                                        | •                                        | •                                        | •                                        | •                                        | •                                        | •                                        | R1 12th                                  | •                                        | •                                        | •                                        | •                                        | •                                        | •                                                     | •                                                     | •                                                     | •                                                     | •                                                     | •                                                     | •                                                     | •                                                     | TBD                                                   | TBD                                                   | TBD                                                   | 1              |
| Ý                                                      |                                          | 1st                                      | 1st                                      | R1 7th                                   | R1 10th                                  | •                                        | R1 9th                                   | R1 9th                                   | 2nd                                      | R1 10th                                  | 4th                                      | 1st                                      | R2 12th                                  | 3rd                                      | 2nd                                                   | QF 5th                                                | R2 15th                                               | 1st                                                   | R1 26th                                               | R1 22nd                                               | •                                                     | •                                                     | TBD                                                   | TBD                                                   | TBD                                                   | 18             |
| Bờ Biển Ngà                                            | —                                        | —                                        | —                                        | —                                        | —                                        | —                                        | —                                        |                                          |                                          | •                                        | •                                        |                                          | •                                        | •                                        | •                                                     | •                                                     | •                                                     | R1 19th                                               | R1 17th                                               | R1 21st                                               | •                                                     | •                                                     | TBD                                                   | TBD                                                   | TBD                                                   | 3              |
| Jamaica                                                | —                                        | —                                        | —                                        | —                                        | —                                        | —                                        | —                                        | •                                        | •                                        | ×                                        | •                                        | •                                        | ×                                        | •                                        | •                                                     | R1 22nd                                               | •                                                     | •                                                     | •                                                     | •                                                     | •                                                     | •                                                     | TBD                                                   | TBD                                                   | TBD                                                   | 1              |
| Nhật Bản                                               | ••                                       |                                          | ×                                        |                                          | •                                        |                                          | •                                        |                                          | •                                        | •                                        | •                                        | •                                        | •                                        | •                                        | •                                                     | R1 31st                                               | R2 9th                                                | R1 T-28th                                             | R2 9th                                                | R1 29th                                               | R2 15th                                               | R2 9th                                                | Q                                                     | TBD                                                   | TBD                                                   | 8              |
| Jordan                                                 | —                                        | —                                        | —                                        | —                                        | —                                        |                                          |                                          |                                          |                                          |                                          |                                          |                                          | •                                        | •                                        | •                                                     | •                                                     | •                                                     | •                                                     | •                                                     | •                                                     | •                                                     | •                                                     | Q                                                     | TBD                                                   | TBD                                                   | 1              |
| Kuwait                                                 | —                                        | —                                        | —                                        | —                                        | —                                        | —                                        | —                                        |                                          |                                          | •                                        | •                                        | R1 21st                                  | •                                        | •                                        | •                                                     | •                                                     | •                                                     | •                                                     | •                                                     | •                                                     | •×                                                    | •                                                     | •                                                     | TBD                                                   | TBD                                                   | 1              |
| México                                                 | R1 13th                                  | •                                        | ×                                        | R1 12th                                  | R1 13th                                  | R1 16th                                  | R1 11th                                  | R1 12th                                  | QF 6th                                   | •                                        | R1 16th                                  | •                                        | QF 6th                                   | ×                                        | R2 13th                                               | R2 13th                                               | R2 11th                                               | R2 15th                                               | R2 14th                                               | R2 10th                                               | R2 12th                                               | R1 22nd                                               | Q                                                     | TBD                                                   | TBD                                                   | 18             |
| Maroc                                                  | —                                        | —                                        | —                                        | —                                        | —                                        | —                                        | •                                        | ×                                        | R1 14th                                  | •                                        | •                                        | •                                        | R2 11th                                  | •                                        | R1 23rd                                               | R1 18th                                               | •                                                     | •                                                     | •                                                     | •                                                     | R1 27th                                               | 4th                                                   | TBD                                                   | Q                                                     | TBD                                                   | 7              |
| Hà Lan                                                 |                                          | R1 T-9th                                 | R1 14th                                  |                                          |                                          | •                                        | •                                        | •                                        | •                                        | 2nd                                      | 2nd                                      | •                                        | •                                        | R2 15th                                  | QF 7th                                                | 4th                                                   | •                                                     | R2 11th                                               | 2nd                                                   | 3rd                                                   | •                                                     | QF 5th                                                | TBD                                                   | TBD                                                   | TBD                                                   | 11             |
| New Zealand                                            | —                                        | —                                        | —                                        |                                          |                                          |                                          |                                          |                                          | •                                        | •                                        | •                                        | R1 23rd                                  | •                                        | •                                        | •                                                     | •                                                     | •                                                     | •                                                     | R1 22nd                                               | •                                                     | •                                                     | •                                                     | Q                                                     | TBD                                                   | TBD                                                   | 3              |
| Nigeria                                                | —                                        | —                                        | —                                        | —                                        | —                                        | —                                        | •                                        | ×                                        | •                                        | •                                        | •                                        | •                                        | •                                        | •                                        | R2 9th                                                | R2 12th                                               | R1 27th                                               | •                                                     | R1 27th                                               | R2 16th                                               | R1 21st                                               | •                                                     | TBD                                                   | TBD                                                   | TBD                                                   | 6              |
| CHDCND Triều Tiên                                      | —                                        | —                                        | —                                        | —                                        | —                                        | —                                        |                                          | QF 8th                                   | ×                                        | •                                        | ×                                        | •                                        | •                                        | •                                        | •                                                     |                                                       |                                                       | •                                                     | R1 32nd                                               | •                                                     | •                                                     | •×                                                    | •                                                     | TBD                                                   | TBD                                                   | 2              |
| Bắc Ireland                                            | —                                        | —                                        | —                                        | •                                        | •                                        | QF 8th                                   | •                                        | •                                        | •                                        | •                                        | •                                        | R2 9th                                   | R1 21st                                  | •                                        | •                                                     | •                                                     | •                                                     | •                                                     | •                                                     | •                                                     | •                                                     | •                                                     | TBD                                                   | TBD                                                   | TBD                                                   | 3              |
| Na Uy                                                  |                                          |                                          | R1 12th                                  |                                          | •                                        | •                                        | •                                        | •                                        | •                                        | •                                        | •                                        | •                                        | •                                        | •                                        | R1 17th                                               | R2 15th                                               | •                                                     | •                                                     | •                                                     | •                                                     | •                                                     | •                                                     | TBD                                                   | TBD                                                   | TBD                                                   | 3              |
| Đội tuyển                                              | 1930 (13)                                | 1934 (16)                                | 1938 (15)                                | 1950 (13)                                | 1954 (16)                                | 1958 (16)                                | 1962 (16)                                | 1966 (16)                                | 1970 (16)                                | 1974 (16)                                | 1978 (16)                                | 1982 (24)                                | 1986 (24)                                | 1990 (24)                                | 1994 (24)                                             | 1998 (32)                                             | 2002 (32)                                             | 2006 (32)                                             | 2010 (32)                                             | 2014 (32)                                             | 2018 (32)                                             | 2022 (32)                                             | 2026 (48)                                             | 2030 (48)                                             | 2034 (48)                                             | Số lần tham dự |
| Panamá                                                 | —                                        | —                                        |                                          |                                          |                                          |                                          |                                          |                                          |                                          |                                          | •                                        | •                                        | •                                        | •                                        | •                                                     | •                                                     | •                                                     | •                                                     | •                                                     | •                                                     | R1 32nd                                               | •                                                     | TBD                                                   | TBD                                                   | TBD                                                   | 1              |
| Paraguay                                               | R1 9th                                   |                                          |                                          | R1 11th                                  | •                                        | R1 12th                                  | •                                        | •                                        | •                                        | •                                        | •                                        | •                                        | R2 13th                                  | •                                        | •                                                     | R2 14th                                               | R2 16th                                               | R1 18th                                               | QF 8th                                                | •                                                     | •                                                     | •                                                     | TBD                                                   | Q                                                     | TBD                                                   | 9              |
| Perú                                                   | R1 10th                                  | ×                                        |                                          | ×                                        | ×                                        | •                                        | •                                        | •                                        | QF 7th                                   | •                                        | R2 8th                                   | R1 20th                                  | •                                        | •                                        | •                                                     | •                                                     | •                                                     | •                                                     | •                                                     | •                                                     | R1 20th                                               | •                                                     | TBD                                                   | TBD                                                   | TBD                                                   | 5              |
| Ba Lan                                                 |                                          | •×                                       | R1 11th                                  |                                          | ×                                        | •                                        | •                                        | •                                        | •                                        | 3rd                                      | R2 5th                                   | 3rd                                      | R2 14th                                  | •                                        | •                                                     | •                                                     | R1 25th                                               | R1 21st                                               | •                                                     | •                                                     | R1 25th                                               | R2 15th                                               | TBD                                                   | TBD                                                   | TBD                                                   | 9              |
| Bồ Đào Nha                                             |                                          | •                                        | •                                        | •                                        | •                                        | •                                        | •                                        | 3rd                                      | •                                        | •                                        | •                                        | •                                        | R1 17th                                  | •                                        | •                                                     | •                                                     | R1 21st                                               | 4th                                                   | R2 11th                                               | R1 18th                                               | R2 13th                                               | QF 8th                                                | TBD                                                   | Q                                                     | TBD                                                   | 9              |
| Qatar                                                  | —                                        | —                                        | —                                        | —                                        | —                                        | —                                        | —                                        |                                          |                                          | ×                                        | •                                        | •                                        | •                                        | •                                        | •                                                     | •                                                     | •                                                     | •                                                     | •                                                     | •                                                     | •                                                     | R1 32nd                                               | TBD                                                   | TBD                                                   | TBD                                                   | 1              |
| Cộng hòa Ireland                                       |                                          | •                                        | •                                        | •                                        | •                                        | •                                        | •                                        | •                                        | •                                        | •                                        | •                                        | •                                        | •                                        | QF 8th                                   | R2 16th                                               | •                                                     | R2 12th                                               | •                                                     | •                                                     | •                                                     | •                                                     | •                                                     | TBD                                                   | TBD                                                   | TBD                                                   | 3              |
| România                                                | R1 8th                                   | R1 12th                                  | R1 9th                                   |                                          | •                                        | •                                        | •                                        | •                                        | R1 T-10th                                | •                                        | •                                        | •                                        | •                                        | R2 12th                                  | QF 6th                                                | R2 11th                                               | •                                                     | •                                                     | •                                                     | •                                                     | •                                                     | •                                                     | TBD                                                   | TBD                                                   | TBD                                                   | 7              |
| Nga                                                    |                                          |                                          |                                          |                                          |                                          | QF 7th                                   | QF 6th                                   | 4th                                      | QF 5th                                   | •×                                       | •                                        | R2 7th                                   | R2 10th                                  | R1 17th                                  | R1 18th                                               | •                                                     | R1 22nd                                               | •                                                     | •                                                     | R1 24th                                               | QF 8th                                                | •×                                                    | ×                                                     | TBD                                                   | TBD                                                   | 11             |
| Ả Rập Xê Út                                            | —                                        | —                                        | —                                        | —                                        | —                                        |                                          |                                          |                                          |                                          |                                          | •                                        | •                                        | •                                        | •                                        | R2 12th                                               | R1 28th                                               | R1 32nd                                               | R1 T-28th                                             | •                                                     | •                                                     | R1 26th                                               | R1 25th                                               | TBD                                                   | TBD                                                   | Q                                                     | 7              |
| Scotland                                               | —                                        | —                                        | —                                        | ••                                       | R1 15th                                  | R1 14th                                  | •                                        | •                                        | •                                        | R1 9th                                   | R1 11th                                  | R1 15th                                  | R1 19th                                  | R1 T-18th                                | •                                                     | R1 27th                                               | •                                                     | •                                                     | •                                                     | •                                                     | •                                                     | •                                                     | TBD                                                   | TBD                                                   | TBD                                                   | 8              |
| Sénégal                                                | —                                        | —                                        | —                                        | —                                        | —                                        | —                                        | —                                        | ×                                        | •                                        | •                                        | •                                        | •                                        | •                                        |                                          | •                                                     | •                                                     | QF 7th                                                | •                                                     | •                                                     | •                                                     | R1 17th                                               | R2 10th                                               | TBD                                                   | TBD                                                   | TBD                                                   | 3              |
| Serbia                                                 | 4th                                      | •                                        | •                                        | R1 5th                                   | QF 7th                                   | QF 5th                                   | 4th                                      | •                                        | •                                        | R2 7th                                   | •                                        | R1 16th                                  | •                                        | QF 5th                                   | ×                                                     | R2 10th                                               | •                                                     | R1 32nd                                               | R1 23rd                                               | •                                                     | R1 23rd                                               | R1 29th                                               | TBD                                                   | TBD                                                   | TBD                                                   | 13             |
| Slovakia                                               | Không tham dự, là một phần của Tiệp Khắc | Không tham dự, là một phần của Tiệp Khắc | Không tham dự, là một phần của Tiệp Khắc | Không tham dự, là một phần của Tiệp Khắc | Không tham dự, là một phần của Tiệp Khắc | Không tham dự, là một phần của Tiệp Khắc | Không tham dự, là một phần của Tiệp Khắc | Không tham dự, là một phần của Tiệp Khắc | Không tham dự, là một phần của Tiệp Khắc | Không tham dự, là một phần của Tiệp Khắc | Không tham dự, là một phần của Tiệp Khắc | Không tham dự, là một phần của Tiệp Khắc | Không tham dự, là một phần của Tiệp Khắc | Không tham dự, là một phần của Tiệp Khắc | Không tham dự, là một phần của Tiệp Khắc              | •                                                     | •                                                     | •                                                     | R2 16th                                               | •                                                     | •                                                     | •                                                     | TBD                                                   | TBD                                                   | TBD                                                   | 1              |
| Slovenia                                               | Không tham dự, là một phần của Nam Tư    | Không tham dự, là một phần của Nam Tư    | Không tham dự, là một phần của Nam Tư    | Không tham dự, là một phần của Nam Tư    | Không tham dự, là một phần của Nam Tư    | Không tham dự, là một phần của Nam Tư    | Không tham dự, là một phần của Nam Tư    | Không tham dự, là một phần của Nam Tư    | Không tham dự, là một phần của Nam Tư    | Không tham dự, là một phần của Nam Tư    | Không tham dự, là một phần của Nam Tư    | Không tham dự, là một phần của Nam Tư    | Không tham dự, là một phần của Nam Tư    | Không tham dự, là một phần của Nam Tư    | —                                                     | •                                                     | R1 30th                                               | •                                                     | R1 18th                                               | •                                                     | •                                                     | •                                                     | TBD                                                   | TBD                                                   | TBD                                                   | 2              |
| Nam Phi                                                | —                                        | —                                        | —                                        | —                                        | —                                        | —                                        | —                                        | ×                                        | —                                        | —                                        | —                                        | —                                        | —                                        | —                                        | •                                                     | R1 24th                                               | R1 17th                                               | •                                                     | R1 20th                                               | •                                                     | •                                                     | •                                                     | TBD                                                   | TBD                                                   | TBD                                                   | 3              |
| Hàn Quốc                                               | —                                        | —                                        | —                                        |                                          | R1 16th                                  | ×                                        | •                                        | ×                                        | •                                        | •                                        | •                                        | •                                        | R1 20th                                  | R1 22nd                                  | R1 20th                                               | R1 30th                                               | 4th                                                   | R1 17th                                               | R2 15th                                               | R1 27th                                               | R1 19th                                               | R2 16th                                               | Q                                                     | TBD                                                   | TBD                                                   | 12             |
| Tây Ban Nha                                            |                                          | QF 5th                                   | ×                                        | 4th                                      | •                                        | •                                        | R1 12th                                  | R1 10th                                  | •                                        | •                                        | R1 10th                                  | R2 12th                                  | QF 7th                                   | R2 10th                                  | QF 8th                                                | R1 17th                                               | QF 5th                                                | R2 9th                                                | 1st                                                   | R1 23rd                                               | R2 10th                                               | R2 13th                                               | TBD                                                   | Q                                                     | TBD                                                   | 17             |
| Thụy Điển                                              |                                          | QF 8th                                   | 4th                                      | 3rd                                      | •                                        | 2nd                                      | •                                        | •                                        | R1 9th                                   | R2 5th                                   | R1 13th                                  | •                                        | •                                        | R1 21st                                  | 3rd                                                   | •                                                     | R2 13th                                               | R2 14th                                               | •                                                     | •                                                     | QF 7th                                                | •                                                     | TBD                                                   | TBD                                                   | TBD                                                   | 12             |
| Thụy Sĩ                                                |                                          | QF 7th                                   | QF 7th                                   | R1 6th                                   | QF 8th                                   | •                                        | R1 16th                                  | R1 16th                                  | •                                        | •                                        | •                                        | •                                        | •                                        | •                                        | R2 15th                                               | •                                                     | •                                                     | R2 10th                                               | R1 19th                                               | R2 11th                                               | R2 14th                                               | R2 12th                                               | TBD                                                   | TBD                                                   | TBD                                                   | 12             |
| Togo                                                   | —                                        | —                                        | —                                        | —                                        | —                                        | —                                        | —                                        |                                          |                                          | •                                        | •                                        | •                                        | ×                                        | ×                                        | •                                                     | •                                                     | •                                                     | R1 30th                                               | •                                                     | •                                                     | •                                                     | •                                                     | TBD                                                   | TBD                                                   | TBD                                                   | 1              |
| Trinidad và Tobago                                     | —                                        | —                                        | —                                        | —                                        | —                                        | —                                        | —                                        | •                                        | •                                        | •                                        | •                                        | •                                        | •                                        | •                                        | •                                                     | •                                                     | •                                                     | R1 27th                                               | •                                                     | •                                                     | •                                                     | •                                                     | TBD                                                   | TBD                                                   | TBD                                                   | 1              |
| Tunisia                                                | —                                        | —                                        | —                                        | —                                        | —                                        | —                                        | •                                        | ×                                        | •                                        | •                                        | R1 9th                                   | •                                        | •                                        | •                                        | •                                                     | R1 26th                                               | R1 29th                                               | R1 24th                                               | •                                                     | •                                                     | R1 24th                                               | R1 21st                                               | TBD                                                   | TBD                                                   | TBD                                                   | 6              |
| Thổ Nhĩ Kỳ                                             |                                          | ×                                        |                                          | ••                                       | R1 9th                                   | ×                                        | •                                        | •                                        | •                                        | •                                        | •                                        | •                                        | •                                        | •                                        | •                                                     | •                                                     | 3rd                                                   | •                                                     | •                                                     | •                                                     | •                                                     | •                                                     | TBD                                                   | TBD                                                   | TBD                                                   | 2              |
| Ukraina                                                | Không tham dự, là một phần của Liên Xô   | Không tham dự, là một phần của Liên Xô   | Không tham dự, là một phần của Liên Xô   | Không tham dự, là một phần của Liên Xô   | Không tham dự, là một phần của Liên Xô   | Không tham dự, là một phần của Liên Xô   | Không tham dự, là một phần của Liên Xô   | Không tham dự, là một phần của Liên Xô   | Không tham dự, là một phần của Liên Xô   | Không tham dự, là một phần của Liên Xô   | Không tham dự, là một phần của Liên Xô   | Không tham dự, là một phần của Liên Xô   | Không tham dự, là một phần của Liên Xô   | Không tham dự, là một phần của Liên Xô   | —                                                     | •                                                     | •                                                     | QF 8th                                                | •                                                     | •                                                     | •                                                     | •                                                     | TBD                                                   | TBD                                                   | TBD                                                   | 1              |
| UAE                                                    | —                                        | —                                        | —                                        | —                                        | —                                        | —                                        | —                                        | —                                        | —                                        | —                                        | ×                                        |                                          | •                                        | R1 24th                                  | •                                                     | •                                                     | •                                                     | •                                                     | •                                                     | •                                                     | •                                                     | •                                                     | TBD                                                   | TBD                                                   | TBD                                                   | 1              |
| Hoa Kỳ                                                 | 3rd                                      | R1 16th                                  | ×                                        | R1 10th                                  | •                                        | •                                        | •                                        | •                                        | •                                        | •                                        | •                                        | •                                        | •                                        | R1 23rd                                  | R2 14th                                               | R1 32nd                                               | QF 8th                                                | R1 T-25th                                             | R2 12th                                               | R2 15th                                               | •                                                     | R2 14th                                               | Q                                                     | TBD                                                   | TBD                                                   | 12             |
| Uruguay                                                | 1st                                      |                                          |                                          | 1st                                      | 4th                                      | •                                        | R1 13th                                  | QF 7th                                   | 4th                                      | R1 13th                                  | •                                        | •                                        | R2 16th                                  | R2 16th                                  | •                                                     | •                                                     | R1 26th                                               | •                                                     | 4th                                                   | R2 12th                                               | QF 5th                                                | R1 20th                                               | TBD                                                   | Q                                                     | TBD                                                   | 15             |
| Uzbekistan                                             | Không tham dự, là một phần của Liên Xô   | Không tham dự, là một phần của Liên Xô   | Không tham dự, là một phần của Liên Xô   | Không tham dự, là một phần của Liên Xô   | Không tham dự, là một phần của Liên Xô   | Không tham dự, là một phần của Liên Xô   | Không tham dự, là một phần của Liên Xô   | Không tham dự, là một phần của Liên Xô   | Không tham dự, là một phần của Liên Xô   | Không tham dự, là một phần của Liên Xô   | Không tham dự, là một phần của Liên Xô   | Không tham dự, là một phần của Liên Xô   | Không tham dự, là một phần của Liên Xô   | Không tham dự, là một phần của Liên Xô   | —                                                     | •                                                     | •                                                     | •                                                     | •                                                     | •                                                     | •                                                     | •                                                     | Q                                                     | TBD                                                   | TBD                                                   | 1              |
| Wales                                                  | —                                        | —                                        | —                                        | •                                        | •                                        | QF 6th                                   | •                                        | •                                        | •                                        | •                                        | •                                        | •                                        | •                                        | •                                        | •                                                     | •                                                     | •                                                     | •                                                     | •                                                     | •                                                     | •                                                     | R1 30th                                               | TBD                                                   | TBD                                                   | TBD                                                   | 2              |

## Xếp hạng các đội theo số lần tham dự giải
Tính đến 10 tháng 6 năm 2025
| Đội tuyển            | Số lần tham dự | Chuỗi dài nhất | Chuỗi hiện tại | Lần đầu | Lần gần đây nhất | Thành tích tốt nhất                    |
| -------------------- | -------------- | -------------- | -------------- | ------- | ---------------- | -------------------------------------- |
| Brasil               | 23             | 23             | 23             | 1930    | 2026             | Vô địch (1958, 1962, 1970, 1994, 2002) |
| Đức                  | 20             | 18             | 18             | 1934    | 2022             | Vô địch (1954, 1974*, 1990, 2014)      |
| Argentina            | 19             | 14             | 14             | 1930    | 2026             | Vô địch (1978*, 1986, 2022)            |
| Ý                    | 18             | 14             | 0              | 1934    | 2014             | Vô địch (1934*, 1938, 1982, 2006)      |
| México               | 18             | 9              | 9              | 1930    | 2026             | Tứ kết (1970*, 1986*)                  |
| Tây Ban Nha          | 16             | 12             | 12             | 1934    | 2022             | Vô địch (2010)                         |
| Pháp                 | 16             | 7              | 7              | 1930    | 2022             | Vô địch (1998*, 2018)                  |
| Anh                  | 16             | 7              | 7              | 1950    | 2022             | Vô địch (1966*)                        |
| Bỉ                   | 14             | 6              | 3              | 1930    | 2022             | Hạng ba (2018)                         |
| Uruguay              | 14             | 4              | 4              | 1930    | 2022             | Vô địch (1930*, 1950)                  |
| Serbia               | 13             | 4              | 2              | 1930    | 2022             | Hạng tư (1930, 1962)                   |
| Hàn Quốc             | 12             | 11             | 11             | 1954    | 2026             | Hạng tư (2002*)                        |
| Hoa Kỳ               | 12             | 7              | 2              | 1930    | 2026             | Hạng ba (1930)                         |
| Thụy Sĩ              | 12             | 5              | 5              | 1934    | 2022             | Tứ kết (1934, 1938, 1954*)             |
| Thụy Điển            | 12             | 3              | 1              | 1934    | 2018             | Á quân (1958*)                         |
| Nga                  | 11             | 4              | 2              | 1958    | 2018             | Hạng tư (1966)                         |
| Hà Lan               | 11             | 3              | 1              | 1934    | 2022             | Á quân (1974, 1978, 2010)              |
| Ba Lan               | 9              | 4              | 2              | 1938    | 2022             | Hạng ba (1974, 1982)                   |
| Hungary              | 9              | 4              | 0              | 1934    | 1986             | Á quân (1938, 1954)                    |
| Séc                  | 9              | 3              | 0              | 1934    | 2006             | Á quân (1934, 1962)                    |
| Chile                | 9              | 2              | 0              | 1930    | 2014             | Hạng ba (1962*)                        |
| Nhật Bản             | 8              | 8              | 8              | 1998    | 2026             | Vòng 16 đội (2002*, 2010, 2018, 2022)  |
| Bồ Đào Nha           | 8              | 6              | 6              | 1966    | 2022             | Hạng ba (1966)                         |
| Cameroon             | 8              | 4              | 1              | 1982    | 2022             | Tứ kết (1990)                          |
| Scotland             | 8              | 5              | 0              | 1954    | 1998             | Vòng bảng                              |
| Paraguay             | 8              | 4              | 0              | 1930    | 2010             | Tứ kết (2010)                          |
| Úc                   | 7              | 6              | 6              | 1974    | 2026             | Vòng 16 đội (2006, 2022)               |
| Iran                 | 7              | 4              | 4              | 1978    | 2026             | Vòng bảng                              |
| Bulgaria             | 7              | 4              | 0              | 1962    | 1998             | Hạng tư (1994)                         |
| România              | 7              | 3              | 0              | 1930    | 1998             | Tứ kết (1994)                          |
| Áo                   | 7              | 2              | 0              | 1934    | 1998             | Hạng ba (1954)                         |
| Ả Rập Xê Út          | 6              | 4              | 2              | 1994    | 2022             | Vòng 16 đội (1994)                     |
| Costa Rica           | 6              | 3              | 3              | 1990    | 2022             | Tứ kết (2014)                          |
| Croatia              | 6              | 3              | 3              | 1998    | 2022             | Á quân (2018)                          |
| Tunisia              | 6              | 3              | 2              | 1978    | 2022             | Vòng bảng                              |
| Maroc                | 6              | 2              | 2              | 1970    | 2022             | Hạng tư (2022)                         |
| Đan Mạch             | 6              | 2              | 2              | 1986    | 2022             | Tứ kết (1998)                          |
| Colombia             | 6              | 3              | 0              | 1962    | 2018             | Tứ kết (2014)                          |
| Nigeria              | 6              | 3              | 0              | 1994    | 2018             | Vòng 16 đội (1994, 1998, 2014)         |
| Ecuador              | 5              | 2              | 2              | 2002    | 2026             | Vòng 16 đội (2006)                     |
| Perú                 | 5              | 2              | 0              | 1930    | 2018             | Tứ kết (1970, 1978)                    |
| Ghana                | 4              | 3              | 1              | 2006    | 2022             | Tứ kết (2010)                          |
| Algérie              | 4              | 2              | 2              | 1982    | 2014             | Vòng 16 đội (2014)                     |
| Canada               | 3              | 2              | 2              | 1986    | 2026             | Vòng bảng                              |
| New Zealand          | 3              | 1              | 1              | 1982    | 2026             | Vòng bảng                              |
| Sénégal              | 3              | 2              | 2              | 2002    | 2022             | Tứ kết (2002)                          |
| Bờ Biển Ngà          | 3              | 3              | 0              | 2006    | 2014             | Vòng bảng                              |
| Na Uy                | 3              | 2              | 0              | 1938    | 1998             | Vòng 16 đội (1938, 1998)               |
| Bắc Ireland          | 3              | 2              | 0              | 1958    | 1986             | Tứ kết (1958)                          |
| Honduras             | 3              | 2              | 0              | 1982    | 2014             | Vòng bảng                              |
| Cộng hòa Ireland     | 3              | 2              | 0              | 1990    | 2002             | Tứ kết (1990)                          |
| Hy Lạp               | 3              | 2              | 0              | 1994    | 2014             | Vòng 16 đội (2014)                     |
| Nam Phi              | 3              | 2              | 0              | 1998    | 2010             | Vòng bảng                              |
| Bolivia              | 3              | 1              | 0              | 1930    | 1994             | Vòng bảng                              |
| Ai Cập               | 3              | 1              | 1              | 1934    | 2018             | Vòng 16 đội (1934)                     |
| Wales                | 2              | 1              | 1              | 1958    | 2022             | Tứ kết (1958)                          |
| Thổ Nhĩ Kỳ           | 2              | 1              | 0              | 1954    | 2002             | Hạng ba (2002)                         |
| CHDCND Triều Tiên    | 2              | 1              | 0              | 1966    | 2010             | Tứ kết (1966)                          |
| El Salvador          | 2              | 1              | 0              | 1970    | 1982             | Vòng bảng                              |
| Slovenia             | 2              | 1              | 0              | 2002    | 2010             | Vòng bảng                              |
| Qatar                | 1              | 1              | 1              | 2022    | 2022             | Vòng bảng                              |
| Cuba                 | 1              | 1              | 0              | 1938    | 1938             | Tứ kết (1938)                          |
| Indonesia            | 1              | 1              | 0              | 1938    | 1938             | Vòng 16 đội (1938)                     |
| Israel               | 1              | 1              | 0              | 1970    | 1970             | Vòng bảng                              |
| CHDC Congo           | 1              | 1              | 0              | 1974    | 1974             | Vòng bảng                              |
| Đông Đức             | 1              | 1              | 0              | 1974    | 1974             | Tứ kết (1974)                          |
| Haiti                | 1              | 1              | 0              | 1974    | 1974             | Vòng bảng                              |
| Kuwait               | 1              | 1              | 0              | 1982    | 1982             | Vòng bảng                              |
| Iraq                 | 1              | 1              | 0              | 1986    | 1986             | Vòng bảng                              |
| UAE                  | 1              | 1              | 0              | 1990    | 1990             | Vòng bảng                              |
| Jamaica              | 1              | 1              | 0              | 1998    | 1998             | Vòng bảng                              |
| Trung Quốc           | 1              | 1              | 0              | 2002    | 2002             | Vòng bảng                              |
| Angola               | 1              | 1              | 0              | 2006    | 2006             | Vòng bảng                              |
| Togo                 | 1              | 1              | 0              | 2006    | 2006             | Vòng bảng                              |
| Trinidad và Tobago   | 1              | 1              | 0              | 2006    | 2006             | Vòng bảng                              |
| Ukraina              | 1              | 1              | 0              | 2006    | 2006             | Tứ kết (2006)                          |
| Slovakia             | 9              | 3              | 0              | 1934    | 2010             | Vòng 16 đội (2010)                     |
| Bosna và Hercegovina | 1              | 1              | 0              | 2014    | 2014             | Vòng bảng                              |
| Iceland              | 1              | 1              | 0              | 2018    | 2018             | Vòng bảng                              |
| Panamá               | 1              | 1              | 0              | 2018    | 2018             | Vòng bảng                              |
| Uzbekistan           | 1              | 1              | 1              | 2026    | 2026             | TBD                                    |
| Jordan               | 1              | 1              | 1              | 2026    | 2026             | TBD                                    |

* = Chủ nhà

## Các đội tuyển từng lọt vào top bốn đội mạnh nhất
| Đội         | Vô địch                          | Á quân                     | Hạng ba                     | Hạng tư              |
| ----------- | -------------------------------- | -------------------------- | --------------------------- | -------------------- |
| Brasil      | 5 (1958, 1962, 1970, 1994, 2002) | 2 (1950*, 1998)            | 2 (1938, 1978)              | 2 (1974, 2014)       |
| Đức^        | 4 (1954, 1974*, 1990, 2014)      | 4 (1966, 1982, 1986, 2002) | 4 (1934, 1970, 2006*, 2010) | 1 (1958)             |
| Ý           | 4 (1934*, 1938, 1982, 2006)      | 2 (1970, 1994)             | 1 (1990*)                   | 1 (1978)             |
| Argentina   | 3 (1978*, 1986, 2022)            | 3 (1930, 1990, 2014)       | —                           | —                    |
| Pháp        | 2 (1998*, 2018)                  | 2 (2006, 2022)             | 2 (1958, 1986)              | 1 (1982)             |
| Uruguay     | 2 (1930*, 1950)                  | —                          | —                           | 3 (1954, 1970, 2010) |
| Anh         | 1 (1966*)                        | —                          | —                           | 2 (1990, 2018)       |
| Tây Ban Nha | 1 (2010)                         | —                          | —                           | 1 (1950)             |
| Hà Lan      | —                                | 3 (1974, 1978, 2010)       | 1 (2014)                    | 1 (1998)             |
| Tiệp Khắc#  | —                                | 2 (1934, 1962)             | —                           | —                    |
| Hungary     | —                                | 2 (1938, 1954)             | —                           | —                    |
| Thụy Điển   | —                                | 1 (1958*)                  | 2 (1950, 1994)              | 1 (1938)             |
| Croatia     | —                                | 1 (2018)                   | 2 (1998, 2022)              | —                    |
| Ba Lan      | —                                | —                          | 2 (1974, 1982)              | —                    |
| Áo          | —                                | —                          | 1 (1954)                    | 1 (1934)             |
| Bồ Đào Nha  | —                                | —                          | 1 (1966)                    | 1 (2006)             |
| Bỉ          | —                                | —                          | 1 (2018)                    | 1 (1986)             |
| Hoa Kỳ      | —                                | —                          | 1 (1930)                    | —                    |
| Chile       | —                                | —                          | 1 (1962*)                   | —                    |
| Thổ Nhĩ Kỳ  | —                                | —                          | 1 (2002)                    | —                    |
| Nam Tư#     | —                                | —                          | —                           | 2 (1930, 1962)       |
| Liên Xô#    | —                                | —                          | —                           | 1 (1966)             |
| Bulgaria    | —                                | —                          | —                           | 1 (1994)             |
| Hàn Quốc    | —                                | —                          | —                           | 1 (2002*)            |
| Maroc       | —                                | —                          | —                           | 1 (2022)             |

* = Chủ nhà
:
# = Quốc gia đã chia tách thành các quốc gia độc lập nhỏ hơn

## Bảng xếp hạng tổng thể
Tính đến Giải vô địch bóng đá thế giới 2022
| Chú thích               |
| ----------------------- |
| Đội đã vô địch giải đấu |

| TT  | Đội tuyển            | Trận | Thắng | Hòa | Thua | Bàn thắng | Bàn thua | Hiệu số | Điểm |
| 1.  | Brasil               | 114  | 76    | 19  | 19   | 237       | 108      | +129    | 247  |
| 2.  | Đức                  | 112  | 68    | 21  | 23   | 232       | 130      | +102    | 225  |
| 3.  | Argentina            | 88   | 47    | 17  | 24   | 152       | 101      | +51     | 158  |
| 4.  | Ý                    | 83   | 45    | 21  | 17   | 128       | 77       | +51     | 156  |
| 5.  | Pháp                 | 73   | 39    | 14  | 20   | 136       | 85       | +51     | 131  |
| 6.  | Anh                  | 74   | 32    | 22  | 20   | 104       | 68       | +36     | 118  |
| 7.  | Tây Ban Nha          | 67   | 31    | 17  | 19   | 108       | 75       | +33     | 110  |
| 8.  | Hà Lan               | 55   | 30    | 14  | 11   | 96        | 52       | +44     | 104  |
| 9.  | Uruguay              | 59   | 25    | 13  | 21   | 89        | 76       | +13     | 88   |
| 10. | Bỉ                   | 51   | 21    | 10  | 20   | 69        | 74       | −5      | 73   |
| 11. | Thụy Điển            | 51   | 19    | 13  | 19   | 80        | 73       | +7      | 70   |
| 12. | Nga                  | 45   | 19    | 10  | 16   | 77        | 54       | +23     | 67   |
| 13. | México               | 60   | 17    | 15  | 28   | 62        | 101      | −39     | 66   |
| 14. | Serbia               | 49   | 18    | 9   | 22   | 71        | 71       | 0       | 63   |
| 15. | Bồ Đào Nha           | 35   | 17    | 6   | 12   | 61        | 41       | +20     | 57   |
| 16. | Ba Lan               | 38   | 17    | 6   | 15   | 49        | 50       | −1      | 57   |
| 17. | Thụy Sĩ              | 41   | 14    | 8   | 19   | 55        | 73       | −18     | 50   |
| 18. | Hungary              | 32   | 15    | 3   | 14   | 87        | 57       | +30     | 48   |
| 19. | Croatia              | 30   | 13    | 8   | 9    | 43        | 33       | +10     | 47   |
| 20. | Séc                  | 33   | 12    | 5   | 16   | 47        | 49       | −2      | 41   |
| 21. | Áo                   | 29   | 12    | 4   | 13   | 43        | 47       | −4      | 40   |
| 22. | Chile                | 33   | 11    | 7   | 15   | 40        | 49       | −9      | 40   |
| 23. | Hoa Kỳ               | 37   | 9     | 8   | 20   | 40        | 66       | −26     | 35   |
| 24. | Đan Mạch             | 23   | 9     | 6   | 8    | 31        | 29       | +2      | 33   |
| 25. | Paraguay             | 27   | 7     | 10  | 10   | 30        | 38       | −8      | 31   |
| 26. | Hàn Quốc             | 38   | 7     | 10  | 21   | 39        | 78       | −39     | 31   |
| 27. | Colombia             | 22   | 9     | 3   | 10   | 32        | 30       | +2      | 30   |
| 28. | România              | 21   | 8     | 5   | 8    | 30        | 32       | −2      | 29   |
| 29. | Nhật Bản             | 25   | 7     | 6   | 12   | 25        | 33       | −8      | 27   |
| 30. | Costa Rica           | 21   | 6     | 5   | 10   | 22        | 39       | −17     | 23   |
| 31. | Cameroon             | 26   | 5     | 8   | 13   | 22        | 47       | −25     | 23   |
| 32. | Maroc                | 23   | 5     | 7   | 11   | 20        | 27       | −7      | 22   |
| 33. | Nigeria              | 21   | 6     | 3   | 12   | 23        | 30       | −7      | 21   |
| 34. | Scotland             | 23   | 4     | 7   | 12   | 25        | 41       | −16     | 19   |
| 35. | Sénégal              | 12   | 5     | 3   | 4    | 16        | 17       | −1      | 18   |
| 36. | Ghana                | 15   | 5     | 3   | 7    | 18        | 23       | −5      | 18   |
| 37. | Perú                 | 18   | 5     | 3   | 10   | 21        | 33       | −12     | 18   |
| 38. | Ecuador              | 13   | 5     | 2   | 6    | 14        | 14       | 0       | 17   |
| 39. | Bulgaria             | 26   | 3     | 8   | 15   | 22        | 53       | −31     | 17   |
| 40. | Thổ Nhĩ Kỳ           | 10   | 5     | 1   | 4    | 20        | 17       | +3      | 16   |
| 41. | Úc                   | 20   | 4     | 4   | 12   | 17        | 37       | −20     | 16   |
| 42. | Cộng hòa Ireland     | 13   | 2     | 8   | 3    | 10        | 10       | 0       | 14   |
| 43. | Bắc Ireland          | 13   | 3     | 5   | 5    | 13        | 23       | −10     | 14   |
| 44. | Tunisia              | 18   | 3     | 5   | 10   | 14        | 26       | −12     | 14   |
| 45. | Ả Rập Xê Út          | 19   | 4     | 2   | 13   | 14        | 44       | −30     | 14   |
| 46. | Iran                 | 15   | 3     | 4   | 11   | 13        | 31       | −18     | 13   |
| 47. | Algérie              | 13   | 3     | 3   | 7    | 13        | 19       | −6      | 12   |
| 48. | Bờ Biển Ngà          | 9    | 3     | 1   | 5    | 13        | 14       | −1      | 10   |
| 49. | Nam Phi              | 9    | 2     | 4   | 3    | 11        | 16       | −5      | 10   |
| 50. | Na Uy                | 8    | 2     | 3   | 3    | 7         | 8        | −1      | 9    |
| 51. | Đông Đức             | 6    | 2     | 2   | 2    | 5         | 5        | 0       | 8    |
| 52. | Hy Lạp               | 10   | 2     | 2   | 6    | 5         | 20       | −15     | 8    |
| 53. | Ukraina              | 5    | 2     | 1   | 2    | 5         | 7        | −2      | 7    |
| 54. | Wales                | 8    | 1     | 4   | 3    | 5         | 10       | −5      | 7    |
| 55. | Slovakia             | 4    | 1     | 1   | 2    | 5         | 7        | −2      | 4    |
| 56. | Slovenia             | 6    | 1     | 1   | 4    | 5         | 10       | −5      | 4    |
| 57. | Cuba                 | 3    | 1     | 1   | 1    | 5         | 12       | −7      | 4    |
| 58. | CHDCND Triều Tiên    | 7    | 1     | 1   | 5    | 6         | 21       | −15     | 4    |
| 59. | Bosna và Hercegovina | 3    | 1     | 0   | 2    | 4         | 4        | 0       | 3    |
| 60. | Jamaica              | 3    | 1     | 0   | 2    | 3         | 9        | −6      | 3    |
| 61. | New Zealand          | 6    | 0     | 3   | 3    | 4         | 14       | −10     | 3    |
| 62. | Honduras             | 9    | 0     | 3   | 6    | 3         | 14       | −11     | 3    |
| 63. | Angola               | 3    | 0     | 2   | 1    | 1         | 2        | −1      | 2    |
| 64. | Israel               | 3    | 0     | 2   | 1    | 1         | 3        | −2      | 2    |
| 65. | Ai Cập               | 7    | 0     | 2   | 5    | 5         | 12       | −7      | 2    |
| 66. | Iceland              | 3    | 0     | 1   | 2    | 2         | 5        | −3      | 1    |
| 67. | Kuwait               | 3    | 0     | 1   | 2    | 2         | 6        | −4      | 1    |
| 68. | Trinidad và Tobago   | 3    | 0     | 1   | 2    | 0         | 4        | −4      | 1    |
| 69. | Bolivia              | 6    | 0     | 1   | 5    | 1         | 20       | −19     | 1    |
| 70. | Iraq                 | 3    | 0     | 0   | 3    | 1         | 4        | −3      | 0    |
| 71. | Togo                 | 3    | 0     | 0   | 3    | 1         | 6        | −5      | 0    |
| 72. | Qatar                | 3    | 0     | 0   | 3    | 1         | 7        | −6      | 0    |
| 73. | Indonesia            | 1    | 0     | 0   | 1    | 0         | 6        | −6      | 0    |
| 74. | Panamá               | 3    | 0     | 0   | 3    | 2         | 11       | −9      | 0    |
| 74. | UAE                  | 3    | 0     | 0   | 3    | 2         | 11       | −9      | 0    |
| 76. | Trung Quốc           | 3    | 0     | 0   | 3    | 0         | 9        | −9      | 0    |
| 77. | Canada               | 6    | 0     | 0   | 6    | 2         | 12       | −10     | 0    |
| 78. | Haiti                | 3    | 0     | 0   | 3    | 2         | 14       | −12     | 0    |
| 79. | CHDC Congo           | 3    | 0     | 0   | 3    | 0         | 14       | −14     | 0    |
| 80. | El Salvador          | 6    | 0     | 0   | 6    | 1         | 22       | −21     | 0    |
| 81. | Jordan               | 0    | 0     | 0   | 0    | 0         | 0        | 0       | 0    |
| 82. | Uzbekistan           | 0    | 0     | 0   | 0    | 0         | 0        | 0       | 0    |

## Thành tích của các đội chủ nhà
Ngoại trừ giải năm 1934, tất cả các đội chủ nhà đều chắc chắn giành quyền tham dự vòng chung kết World Cup.
| Năm  | Chủ nhà     | Thành tích  |
| ---- | ----------- | ----------- |
| 1930 | Uruguay     | Vô địch     |
| 1934 | Ý           | Vô địch     |
| 1938 | Pháp        | Tứ kết      |
| 1950 | Brasil      | Á quân      |
| 1954 | Thụy Sĩ     | Tứ kết      |
| 1958 | Thụy Điển   | Á quân      |
| 1962 | Chile       | Hạng ba     |
| 1966 | Anh         | Vô địch     |
| 1970 | México      | Tứ kết      |
| 1974 | Tây Đức     | Vô địch     |
| 1978 | Argentina   | Vô địch     |
| 1982 | Tây Ban Nha | Vòng 2      |
| 1986 | México      | Tứ kết      |
| 1990 | Ý           | Hạng ba     |
| 1994 | Hoa Kỳ      | Vòng 16 đội |
| 1998 | Pháp        | Vô địch     |
| 2002 | Hàn Quốc    | Hạng tư     |
| 2002 | Nhật Bản    | Vòng 16 đội |
| 2006 | Đức         | Hạng ba     |
| 2010 | Nam Phi     | Vòng bảng   |
| 2014 | Brasil      | Hạng tư     |
| 2018 | Nga         | Tứ kết      |
| 2022 | Qatar       | Vòng bảng   |
| 2026 | Canada      | TBD         |
| 2026 | Hoa Kỳ      | TBD         |
| 2026 | México      | TBD         |
| 2030 | Tây Ban Nha | TBD         |
| 2030 | Bồ Đào Nha  | TBD         |
| 2030 | Maroc       | TBD         |
| 2034 | Ả Rập Xê Út | TBD         |

## Thành tích của đội đương kim vô địch
Cho đến năm 2002, đội vô địch World Cup cũng đồng thời giành quyền tham dự vòng chung kết giải tiếp theo. Nhưng từ năm 2006, đội đương kim vô địch vẫn phải trải qua vòng loại.
| Năm  | Đương kim vô địch | Thành tích    |
| ---- | ----------------- | ------------- |
| 1930 | —                 | —             |
| 1934 | Uruguay           | Không tham dự |
| 1938 | Ý                 | Vô địch       |
| 1950 | Ý                 | Vòng bảng     |
| 1954 | Uruguay           | Hạng tư       |
| 1958 | Tây Đức           | Hạng tư       |
| 1962 | Brasil            | Vô địch       |
| 1966 | Brasil            | Vòng bảng     |
| 1970 | Anh               | Tứ kết        |
| 1974 | Brasil            | Hạng tư       |
| 1978 | Tây Đức           | Vòng 2        |
| 1982 | Argentina         | Vòng 2        |
| 1986 | Ý                 | Vòng 16 đội   |
| 1990 | Argentina         | Á quân        |
| 1994 | Đức               | Tứ kết        |
| 1998 | Brasil            | Á quân        |
| 2002 | Pháp              | Vòng bảng     |
| 2006 | Brasil            | Tứ kết        |
| 2010 | Ý                 | Vòng bảng     |
| 2014 | Tây Ban Nha       | Vòng bảng     |
| 2018 | Đức               | Vòng bảng     |
| 2022 | Pháp              | Á quân        |
| 2026 | Argentina         | TBD           |

## Thành tích theo từng liên đoàn
Dưới đây là tổng kết số đội của mỗi liên đoàn lọt vào từng vòng đấu của mỗi kỳ World Cup.
- Ở giải đấu năm 1950, bốn đội đứng đầu mỗi bảng đá vòng tròn một lượt tính điểm để chọn ra đội vô địch; các đội này được coi như lọt vào vòng bán kết. Do trận đấu giữa Uruguay và Brasil ở lượt đấu cuối quyết định đội giành chức vô địch, hai đội này được coi như lọt vào trận chung kết.

### AFC(Châu Á)
|         | 1930 (13) | 1934 (16) | 1938 (15) | 1950 (13) | 1954 (16) | 1958 (16) | 1962 (16) | 1966 (16) | 1970 (16) | 1974 (16) | 1978 (16) | 1982 (24) | 1986 (24) | 1990 (24) | 1994 (24) | 1998 (32) | 2002 (32) | 2006 (32) | 2010 (32) | 2014 (32) | 2018 (32) | 2022 (32) | 2026 (48) | 2030 (48) | 2034 (48) | Tổng cộng |
| ------- | --------- | --------- | --------- | --------- | --------- | --------- | --------- | --------- | --------- | --------- | --------- | --------- | --------- | --------- | --------- | --------- | --------- | --------- | --------- | --------- | --------- | --------- | --------- | --------- | --------- | --------- |
| Số đội  | 0         | 0         | 1         | 0         | 1         | 0         | 0         | 1         | 1         | 0         | 1         | 1         | 2         | 2         | 2         | 4         | 4         | 4         | 4         | 4         | 5         | 6         |           |           | 1         | 44        |
| Top 16  | —         | —         | —         | —         | —         | —         | —         | —         | —         | —         | —         | 0         | 0         | 0         | 1         | 0         | 2         | 0         | 2         | 0         | 1         | 3         |           |           |           | 9         |
| Top 8   | —         | 0         | 0         | —         | 0         | 0         | 0         | 1         | 0         | 0         | 0         | 0         | 0         | 0         | 0         | 0         | 1         | 0         | 0         | 0         | 0         | 0         |           |           |           | 2         |
| Top 4   | 0         | 0         | 0         | 0         | 0         | 0         | 0         | 0         | 0         | 0         | 0         | 0         | 0         | 0         | 0         | 0         | 1         | 0         | 0         | 0         | 0         | 0         |           |           |           | 1         |
| Top 2   | 0         | 0         | 0         | 0         | 0         | 0         | 0         | 0         | 0         | 0         | 0         | 0         | 0         | 0         | 0         | 0         | 0         | 0         | 0         | 0         | 0         | 0         |           |           |           | 0         |
| Vô địch |           |           |           |           |           |           |           |           |           |           |           |           |           |           |           |           |           |           |           |           |           |           |           |           |           | 0         |
| Á quân  |           |           |           |           |           |           |           |           |           |           |           |           |           |           |           |           |           |           |           |           |           |           |           |           |           | 0         |
| Hạng ba |           |           |           |           |           |           |           |           |           |           |           |           |           |           |           |           |           |           |           |           |           |           |           |           |           | 0         |
| Hạng tư |           |           |           |           |           |           |           |           |           |           |           |           |           |           |           |           | Hàn Quốc  |           |           |           |           |           |           |           |           | 1         |

### CAF(Châu Phi)
|         | 1930 (13) | 1934 (16) | 1938 (15) | 1950 (13) | 1954 (16) | 1958 (16) | 1962 (16) | 1966 (16) | 1970 (16) | 1974 (16) | 1978 (16) | 1982 (24) | 1986 (24) | 1990 (24) | 1994 (24) | 1998 (32) | 2002 (32) | 2006 (32) | 2010 (32) | 2014 (32) | 2018 (32) | 2022 (32) | Tổng cộng |
| ------- | --------- | --------- | --------- | --------- | --------- | --------- | --------- | --------- | --------- | --------- | --------- | --------- | --------- | --------- | --------- | --------- | --------- | --------- | --------- | --------- | --------- | --------- | --------- |
| Số đội  | 0         | 1         | 0         | 0         | 0         | 0         | 0         | 0         | 1         | 1         | 1         | 2         | 2         | 2         | 3         | 5         | 5         | 5         | 6         | 5         | 5         | 5         | 49        |
| Top 16  | —         | —         | —         | —         | —         | —         | —         | —         | —         | —         | —         | 0         | 1         | 1         | 1         | 1         | 1         | 1         | 1         | 2         | 0         | 2         | 11        |
| Top 8   | —         | 0         | 0         | —         | 0         | 0         | 0         | 0         | 0         | 0         | 0         | 0         | 0         | 1         | 0         | 0         | 1         | 0         | 1         | 0         | 0         | 1         | 4         |
| Top 4   | 0         | 0         | 0         | 0         | 0         | 0         | 0         | 0         | 0         | 0         | 0         | 0         | 0         | 0         | 0         | 0         | 0         | 0         | 0         | 0         | 0         | 1         | 1         |
| Top 2   | 0         | 0         | 0         | 0         | 0         | 0         | 0         | 0         | 0         | 0         | 0         | 0         | 0         | 0         | 0         | 0         | 0         | 0         | 0         | 0         | 0         | 0         | 0         |
| Vô địch |           |           |           |           |           |           |           |           |           |           |           |           |           |           |           |           |           |           |           |           |           |           | 0         |
| Á quân  |           |           |           |           |           |           |           |           |           |           |           |           |           |           |           |           |           |           |           |           |           |           | 0         |
| Hạng ba |           |           |           |           |           |           |           |           |           |           |           |           |           |           |           |           |           |           |           |           |           |           | 0         |
| Hạng tư |           |           |           |           |           |           |           |           |           |           |           |           |           |           |           |           |           |           |           |           |           | Maroc     | 1         |

### CONCACAF(Bắc, Trung Mỹ và Caribe)
|         | 1930 (13) | 1934 (16) | 1938 (15) | 1950 (13) | 1954 (16) | 1958 (16) | 1962 (16) | 1966 (16) | 1970 (16) | 1974 (16) | 1978 (16) | 1982 (24) | 1986 (24) | 1990 (24) | 1994 (24) | 1998 (32) | 2002 (32) | 2006 (32) | 2010 (32) | 2014 (32) | 2018 (32) | 2022 (32) | Tổng cộng |
| ------- | --------- | --------- | --------- | --------- | --------- | --------- | --------- | --------- | --------- | --------- | --------- | --------- | --------- | --------- | --------- | --------- | --------- | --------- | --------- | --------- | --------- | --------- | --------- |
| Số đội  | 2         | 1         | 1         | 2         | 1         | 1         | 1         | 1         | 2         | 1         | 1         | 2         | 2         | 2         | 2         | 3         | 3         | 4         | 3         | 4         | 3         | 4         | 46        |
| Top 16  | —         | —         | —         | —         | —         | —         | —         | —         | —         | —         | —         | 0         | 1         | 1         | 2         | 1         | 2         | 1         | 2         | 3         | 1         | 1         | 15        |
| Top 8   | —         | 0         | 1         | —         | 0         | 0         | 0         | 0         | 1         | 0         | 0         | 0         | 1         | 0         | 0         | 0         | 1         | 0         | 0         | 1         | 0         | 0         | 5         |
| Top 4   | 1         | 0         | 0         | 0         | 0         | 0         | 0         | 0         | 0         | 0         | 0         | 0         | 0         | 0         | 0         | 0         | 0         | 0         | 0         | 0         | 0         | 0         | 1         |
| Top 2   | 0         | 0         | 0         | 0         | 0         | 0         | 0         | 0         | 0         | 0         | 0         | 0         | 0         | 0         | 0         | 0         | 0         | 0         | 0         | 0         | 0         | 0         | 0         |
| Vô địch |           |           |           |           |           |           |           |           |           |           |           |           |           |           |           |           |           |           |           |           |           |           | 0         |
| Á quân  |           |           |           |           |           |           |           |           |           |           |           |           |           |           |           |           |           |           |           |           |           |           | 0         |
| Hạng ba | Hoa Kỳ    |           |           |           |           |           |           |           |           |           |           |           |           |           |           |           |           |           |           |           |           |           | 1         |
| Hạng tư |           |           |           |           |           |           |           |           |           |           |           |           |           |           |           |           |           |           |           |           |           |           | 0         |

### CONMEBOL(Nam Mỹ)
|         | 1930 (13) | 1934 (16) | 1938 (15) | 1950 (13) | 1954 (16) | 1958 (16) | 1962 (16) | 1966 (16) | 1970 (16) | 1974 (16) | 1978 (16) | 1982 (24) | 1986 (24) | 1990 (24) | 1994 (24) | 1998 (32) | 2002 (32) | 2006 (32) | 2010 (32) | 2014 (32) | 2018 (32) | 2022 (32) | Tổng cộng |
| ------- | --------- | --------- | --------- | --------- | --------- | --------- | --------- | --------- | --------- | --------- | --------- | --------- | --------- | --------- | --------- | --------- | --------- | --------- | --------- | --------- | --------- | --------- | --------- |
| Số đội  | 7         | 2         | 1         | 5         | 2         | 3         | 5         | 4         | 3         | 4         | 3         | 4         | 4         | 4         | 4         | 5         | 5         | 4         | 5         | 6         | 5         | 4         | 89        |
| Top 16  | —         | —         | —         | —         | —         | —         | —         | —         | —         | —         | —         | 2         | 4         | 4         | 2         | 4         | 2         | 3         | 5         | 5         | 4         | 2         | 37        |
| Top 8   | —         | 0         | 1         | —         | 2         | 1         | 2         | 2         | 3         | 2         | 3         | 2         | 2         | 1         | 1         | 2         | 1         | 2         | 4         | 3         | 2         | 2         | 36        |
| Top 4   | 2         | 0         | 1         | 2         | 1         | 1         | 2         | 0         | 2         | 1         | 2         | 0         | 1         | 1         | 1         | 1         | 1         | 0         | 1         | 2         | 0         | 1         | 23        |
| Top 2   | 2         | 0         | 0         | 2         | 0         | 1         | 1         | 0         | 1         | 0         | 1         | 0         | 1         | 1         | 1         | 1         | 1         | 0         | 0         | 1         | 0         | 1         | 15        |
| Vô địch | Uruguay   |           |           | Uruguay   |           | Brasil    | Brasil    |           | Brasil    |           | Argentina |           | Argentina |           | Brasil    |           | Brasil    |           |           |           |           | Argentina | 10        |
| Á quân  | Argentina |           |           | Brasil    |           |           |           |           |           |           |           |           |           | Argentina |           | Brasil    |           |           |           | Argentina |           |           | 5         |
| Hạng ba |           |           | Brasil    |           |           |           | Chile     |           |           |           | Brasil    |           |           |           |           |           |           |           |           |           |           |           | 3         |
| Hạng tư |           |           |           |           | Uruguay   |           |           |           | Uruguay   | Brasil    |           |           |           |           |           |           |           |           | Uruguay   | Brasil    |           |           | 5         |

### OFC(Châu Đại Dương)
|         | 1930 (13) | 1934 (16) | 1938 (15) | 1950 (13) | 1954 (16) | 1958 (16) | 1962 (16) | 1966 (16) | 1970 (16) | 1974 (16) | 1978 (16) | 1982 (24) | 1986 (24) | 1990 (24) | 1994 (24) | 1998 (32) | 2002 (32) | 2006 (32) | 2010 (32) | 2014 (32) | 2018 (32) | 2022 (32) | Tổng cộng |
| ------- | --------- | --------- | --------- | --------- | --------- | --------- | --------- | --------- | --------- | --------- | --------- | --------- | --------- | --------- | --------- | --------- | --------- | --------- | --------- | --------- | --------- | --------- | --------- |
| Số đội  | 0         | 0         | 0         | 0         | 0         | 0         | 0         | 0         | 0         | 1         | 0         | 1         | 0         | 0         | 0         | 0         | 0         | 1         | 1         | 0         | 0         | 0         | 4         |
| Top 16  | —         | —         | —         | —         | —         | —         | —         | —         | —         | —         | —         | 0         | 0         | 0         | 0         | 0         | 0         | 1         | 0         | 0         | 0         | 0         | 1         |
| Top 8   | —         | 0         | 0         | —         | 0         | 0         | 0         | 0         | 0         | 0         | 0         | 0         | 0         | 0         | 0         | 0         | 0         | 0         | 0         | 0         | 0         | 0         | 0         |
| Top 4   | 0         | 0         | 0         | 0         | 0         | 0         | 0         | 0         | 0         | 0         | 0         | 0         | 0         | 0         | 0         | 0         | 0         | 0         | 0         | 0         | 0         | 0         | 0         |
| Top 2   | 0         | 0         | 0         | 0         | 0         | 0         | 0         | 0         | 0         | 0         | 0         | 0         | 0         | 0         | 0         | 0         | 0         | 0         | 0         | 0         | 0         | 0         | 0         |
| Vô địch |           |           |           |           |           |           |           |           |           |           |           |           |           |           |           |           |           |           |           |           |           |           | 0         |
| Á quân  |           |           |           |           |           |           |           |           |           |           |           |           |           |           |           |           |           |           |           |           |           |           | 0         |
| Hạng ba |           |           |           |           |           |           |           |           |           |           |           |           |           |           |           |           |           |           |           |           |           |           | 0         |
| Hạng tư |           |           |           |           |           |           |           |           |           |           |           |           |           |           |           |           |           |           |           |           |           |           | 0         |

### UEFA(Châu Âu)
|         | 1930 (13)         | 1934 (16) | 1938 (15) | 1950 (13)   | 1954 (16) | 1958 (16) | 1962 (16)                                  | 1966 (16)  | 1970 (16) | 1974 (16) | 1978 (16) | 1982 (24) | 1986 (24) | 1990 (24) | 1994 (24) | 1998 (32) | 2002 (32)  | 2006 (32)  | 2010 (32)   | 2014 (32) | 2018 (32) | 2022 (32) | Tổng cộng |
| ------- | ----------------- | --------- | --------- | ----------- | --------- | --------- | ------------------------------------------ | ---------- | --------- | --------- | --------- | --------- | --------- | --------- | --------- | --------- | ---------- | ---------- | ----------- | --------- | --------- | --------- | --------- |
| Số đội  | 4                 | 12        | 12        | 6           | 12        | 12        | 10                                         | 10         | 9         | 9         | 10        | 14        | 14        | 14        | 13        | 15        | 15         | 14         | 13          | 13        | 14        | 13        | 258       |
| Top 16  | —                 | —         | —         | —           | —         | —         | —                                          | —          | —         | —         | —         | 10        | 10        | 10        | 10        | 10        | 9          | 10         | 6           | 6         | 10        | 8         | 99        |
| Top 8   | —                 | 8         | 6         | —           | 6         | 7         | 6                                          | 5          | 4         | 6         | 5         | 10        | 5         | 6         | 7         | 6         | 4          | 6          | 3           | 4         | 6         | 5         | 105       |
| Top 4   | 1                 | 4         | 3         | 2           | 3         | 3         | 2                                          | 4          | 2         | 3         | 2         | 4         | 3         | 3         | 3         | 3         | 2          | 4          | 3           | 2         | 4         | 2         | 62        |
| Top 2   | 0                 | 2         | 2         | 0           | 2         | 1         | 1                                          | 2          | 1         | 2         | 1         | 2         | 1         | 1         | 1         | 1         | 1          | 2          | 2           | 1         | 2         | 1         | 29        |
| Vô địch |                   | Ý         | Ý         |             | Tây Đức   |           |                                            | Anh        |           | Tây Đức   |           | Ý         |           | Tây Đức   |           | Pháp      |            | Ý          | Tây Ban Nha | Đức       | Pháp      |           | 12        |
| Á quân  |                   | Tiệp Khắc | Hungary   |             | Hungary   | Thụy Điển | Tiệp Khắc                                  | Tây Đức    | Ý         | Hà Lan    | Hà Lan    | Tây Đức   | Tây Đức   |           | Ý         |           | Đức        | Pháp       | Hà Lan      |           | Croatia   | Pháp      | 17        |
| Hạng ba |                   | Đức       |           | Thụy Điển   | Áo        | Pháp      |                                            | Bồ Đào Nha | Tây Đức   | Ba Lan    |           | Ba Lan    | Pháp      | Ý         | Thụy Điển | Croatia   | Thổ Nhĩ Kỳ | Đức        | Đức         | Hà Lan    | Bỉ        | Croatia   | 18        |
| Hạng tư | Vương quốc Nam Tư | Áo        | Thụy Điển | Tây Ban Nha |           | Tây Đức   | Cộng hòa Liên bang Xã hội chủ nghĩa Nam Tư | Liên Xô    |           |           | Ý         | Pháp      | Bỉ        | Anh       | Bulgaria  | Hà Lan    |            | Bồ Đào Nha |             |           | Anh       |           | 15        |